# Trigoniaceae
Trigoniaceae A.Juss. è una famiglia di piante angiosperme dell'ordine Malpighiales.

## Tassonomia
La famiglia comprende i seguenti generi:
- Humbertiodendron Leandri
- Isidodendron Fern.Alonso, Pérez-Zab. & Idarraga
- Trigonia Aubl.
- Trigoniastrum Miq.
- Trigoniodendron E.F.Guim. & Miguel